# Spodnje Škofije
Spodnje Škofije (på italiensk: Scoffie) er en by i kommunen Koper i Slovenien. Byen har 1.221 indbyggere (2002). Byen var indtil grænserne ved Trieste blev endeligt fastlagte i 1954 en del af kommunen Muggia, der nu ligger i Italien.
Spodnje Škofije er grænseby mod Italien. Der findes en stor grænseovergang, hvor den slovenske Hovedvej 5 og den italienske Hovedvej SS15 mødes. Grænsbyen på Italiens side af grænsen hedder Rabuiese. Ved grænseovergangen findes benzinstation, kiosker, restaurant etc.

## Links
Koper kommunes hjemmeside
45°34′17.82″N 13°47′29.96″Ø / 45.5716167°N 13.7916556°Ø